# 本会議
本会議（ほんかいぎ）とは、議会において、所属議員全員によって構成される会議。
本会議場で全議員が参加する会議には他に全院委員会があるが、これは形式上あくまで委員会のひとつであり、本会議とは区別される。

## 日本の国会

### 本会議
日本の国会の本会議は衆議院・参議院で個別に開かれる。

### 秘密会
本会議は公開が原則であるが、出席議員の3分の2以上の賛成があれば、本会議を秘密会にすることが可能である。

### 定足数
総議員の3分の1。なお例外的に4分の1の場合もある。

### 衆議院
重要法案の趣旨説明や法案採決など様々な案件について、院としての最終的な意思決定をする場である。

### 議席
議員の議席の指定は議長の権限である。
- 衆議院では、議長から見て右側に与党、左側に野党が座り、与党内と野党内において議席数が多い会派が議長から見て右側に座る。
- 参議院では、議席の中央を大会派が占め、その左右に小会派が位置する。当選回数が少ない議員が前列に座り、当選回数が多い議員ほど後列に座る。

### 本会議の定例日
- 衆議院では火曜日と木曜日と金曜日であり原則として13時から開かれる。
- 参議院では月曜日、水曜日、金曜日であり原則として10時から開かれる。

ただし、議事がなければ定例日であっても開かれず、逆に定例日でなくても必要に応じて開かれる場合がある。

### 全院委員会
帝国議会では、本会議の他に各院の全議員が委員となる全院委員会が本会議場で開かれたが、日本国憲法下の国会には全院委員会はない。